# Tomomi Nishimoto
Tomomi Nishimoto (japanisch 西本 智実 Nishimoto Tomomi; geboren 22. April 1970 in Osaka) ist eine japanische Dirigentin.

## Leben

### Jugend und frühe Karriere
Tomomi Nishimotos Mutter unterrichtete Gesang am College und privat Klavier im eigenen Haushalt. Von der Mutter erhielt sie ab dem Alter von drei Jahren Klavierunterricht. Deren Einfluss  bewirkte, dass sie schon früh den Wunsch hegte, später den Beruf der Dirigentin zu ergreifen. 1994 schloss sie das Bachelor-Studium der Komposition am Osaka College of Music ab. Dort sammelte sie erste Erfahrungen als Vize-Dirigentin. Danach erhielt sie die Zulassung zum Studium am Sankt Petersburger Konservatorium. Ihre formelle Karriere als Dirigentin begann am Sinfonieorchester Kyōto. Ihre Karriere als Dirigentin in Russland begann 1999 bei den Sankt Petersburger Philharmonikern.
2002 wurde sie als leitende Dirigentin am Bolschoi-Symphonieorchester Millenium berufen. Von 2004 bis 2006 dirigierte sie als Erste Gastdirigentin am Michailowski-Theater. 2004 – 2007 war sie Chefdirigentin und künstlerische Leiterin am Symphonieorchester der Tschaikowski-Stiftung. 2005 dirigierte sie die erste öffentliche Aufführung einer Rekonstruktion von Tschaikowskis unvollendeter Symphonie in Es-Dur, die die Tschaikowski-Stiftung in Auftrag gegeben hatte.

### Jüngere Vergangenheit
Beginnend mit ihrem Dirigat am Bruckner Orchester Linz im Jahr 2007 ist sie auch in Mitteleuropa aktiv. So dirigierte sie das Orchestre Philharmonique de Monte-Carlo, das Royal Philharmonic Orchestra in London, das Budapester Philharmonische Orchester, das Philharmonische Orchester George Enescu in Bukarest, das Litauische Kammerorchester und das lettische nationale Symphonieorchester. An der Staatsoper Prag und an der ungarischen Staatsoper war sie als Operndirigentin tätig.
Am staatlichen Symphonieorchester in Moskau war sie 2010 und 2011 Erste Gastdirigentin.
Weitere Positionen in der jüngeren Vergangenheit waren unter anderem:
- 2012 Künstlerische Direktorin und Erste Dirigentin beim Orchester IlluminArt[7]
- 2014 Gastdirigentin am Osaka College of Music[8]
- 2018 Künstlerische Beraterin am Opernhaus Guangzhou[9]
- 2019 Dirigentin beim Japan Grande Classico Music Festival in Osaka[10]
- 2021 Specially Appointed Senior Academic Researcher, Universität Hiroshima[11]

## Auszeichnungen

### Als Dirigentin
- Idemitsu Award (1999)[2]
- St.-Stanislav-Medaille (1999)[2]
- Sakuya Konohana Award (2000)[2]
- Preis der Fondazione Pro Musica e Arte Sacra (2014)[12]

### Sonstige
- 2006 bezeichnete Newsweek Japan sie als eine der 100 angesehensten japanischen Persönlichkeiten[13]
- 2007 benannte sie das Weltwirtschaftsforum als Young Global Leader[14]
- 2013 Ehrenbotschafterin der Stadt Hirado[15]